# 马尔科·雷默
马尔科·雷默（德語：Marko Rehmer，1972年4月29日—），德国前男子足球运动员，场上位置是后卫。他曾代表德国国家队参加2002年国际足联世界杯，结果队伍获得亚军。